# 蔵西
蔵西（くらにし）は、日本の漫画家、イラストレーター、絵地図作家。チベット文化に造詣が深く、チベットを題材とした作品を中心に制作している。

## 作品リスト

### 漫画
- 『流転のテルマ』（「マンガボックス」2014年4月2日[1][2]-2016年1月13日[3]）
  - 講談社〈KCデラックス〉全3巻[注釈 1]
    1. 2014年9月9日、ISBN 978-4-06-395182-0
    2. 2015年2月9日、ISBN 978-4-06-377127-5
    3. 2015年10月9日、ISBN 978-4-06-377327-9
- 『月と金のシャングリラ』（webメディア 「Matogrosso（マトグロッソ） 」2017年3月23日[4]-2020年5月28日[5]、第24回 文化庁メディア芸術祭マンガ部門　審査委員会推薦作品選出[6][7]）
  - イースト・プレス、全2巻
    1. 2020年4月17日、ISBN 978-4-7816-1872-2
    2. 2020年8月19日、ISBN 978-4-7816-1909-5
- 『ペルシャの幻術師』（司馬遼太郎原作、「週刊文春」2021年5月6・13日合併号[8]-2022年3月10日号[9]）
  - 文藝春秋、全2巻
    1. 2021年12月15日、ISBN 978-4-16-090113-1
    2. 2022年05月20日、ISBN 978-4-16-090120-9

### 挿絵
- 『チベット文学と映画制作の現在　セルニャ』（東京外国語大学アジア・アフリカ言語文化研究所発行 vol.1、2013年-）
- チベット牧畜文化辞典（東京外国語大学アジア・アフリカ言語文化研究所チベット牧畜文化辞典編纂チーム運営のweb版辞書、2018年公開開始）
- 『アムド・チベット語文法』（海老原志穂著、ひつじ書房、2019年、ISBN 978-4-89476-951-9）
- 『ニューエクスプレスプラス チベット語』（星泉・ケルサン・タウワ共著、白水社、2020年、ISBN 978-4-560-08857-9）
- 『パンと牢獄 チベット政治犯ドゥンドゥップと妻の亡命ノート』（小川真利枝著、集英社クリエイティブ、2020年3月、ISBN 978-4-420-31088-8）
- 『白い鶴よ、翼を貸しておくれ　チベットの愛と戦いの物語』（ツェワン・イシェ・ペンバ著、星泉訳、書肆侃侃房、2021年1月、ISBN 978-4-86385-421-5）
- 映画「羊飼いと風船」パンフレット（ペマ・ツェテン監督、2021年1月日本公開作品）